# Jin Xing

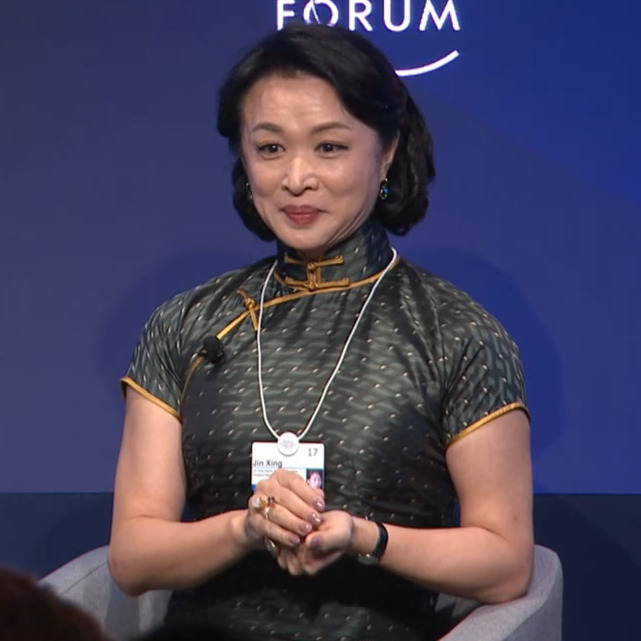
Jin Xing

Jin Xing (chinesisch 金星, Pinyin Jīn Xīng; kor. 김성, rev. Gim Seong; * 13. August 1967 in Shenyang, Volksrepublik China) ist eine chinesische Tänzerin und Choreografin des Modern Dance, die sich mit 28 Jahren einer geschlechtsangleichenden Operation unterzog. Sie lebt mit ihren drei adoptierten Kindern und ihrem deutschen Ehemann in Shanghai und führt dort das Jin Xing Dance Theatre.

## Leben und Karriere
Jin Xing („‚Goldstern‘, d. h. Venus“) kam als Sohn von Angehörigen der koreanischen Minderheit Chinas in Shenyang, Mandschurei, auf die Welt. Mit neun Jahren begann sie, gegen den Willen ihrer Eltern, mit einer Tanzausbildung an einer chinesischen Militärakademie. Neben der klassischen militärischen Ausbildung erhielt sie hier auch Unterricht in russischem Ballett, traditionellem chinesischen Tanz und Akrobatik. Die Künstlerin, die sich seit ihrem sechsten Lebensjahr im falschen Körper gefangen sah, arbeitete sich schnell in der Militärakademie nach oben und erreichte bereits im Alter von 17 Jahren den Grad eines Obersts. Gleichzeitig wurde sie zum besten Tänzer Chinas gekürt.
1988 erhielt sie im Rahmen eines künstlerischen Austauschprogramms ein Einjahres-Stipendium an die Modern Dance Company in New York, wo sie mit vielen namhaften Künstlern, sowie Lehrern wie Merce Cunningham, Martha Graham und José Limon arbeiten durfte. 1989 wurde ihre Aufenthaltsgenehmigung nach dem Tian’anmen-Massaker von den Vereinigten Staaten auf unbefristete Zeit verlängert. Nachdem sie in den USA unzählige Auszeichnungen gewonnen hatte, unter anderem 1991 den „Best Choreographer Award“ an einem amerikanischen Tanzfestival, unterrichtete sie von 1991 bis 1993 am Zentrum für Ausdruckstanz in Rom. Nachdem ihr Lehrauftrag 1993 ausgelaufen war, ging die Künstlerin als Tänzerin und Choreografin auf Welttournee.
1994 kehrte sie nach China zurück, gründete das Beijing Modern Dance Ensemble und unterzog sich 1995 der ersten von der Volksrepublik China offiziell akzeptierten Geschlechtsangleichung. Im Jahr 2000 gründete Jin Xing das nach ihr benannte Jin Xing Dance Theatre. Sie arbeitet regelmäßig mit renommierten europäischen Choreografen wie Chris Haring, Arthur Kuggeleyn, Michael Schumacher und Emanuel Gat zusammen. Jin Xing gilt international als herausragende Ballerina und zeitgenössische Tänzerin und ist sowohl in China als auch in den Vereinigten Staaten und Europa äußerst populär.

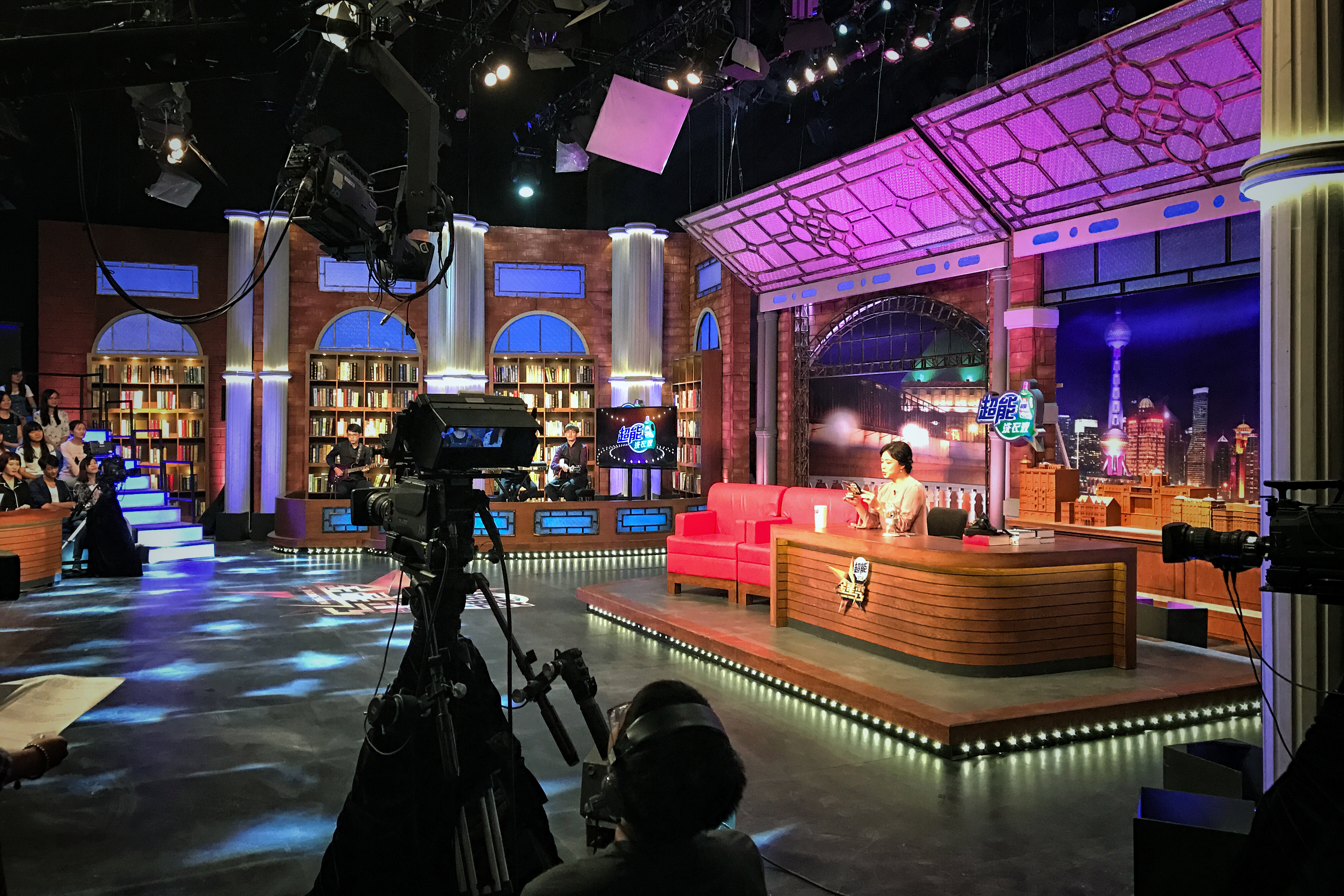
Dreharbeiten für "The Jin Xing Show" (Oktober 2016)

Im 2005 produzierten Film Revenge of the Warrior – Tom Yum Goong spielt sie eine weibliche Hauptrolle. Zwischen 2012 und 2017 moderierte sie die Jin-Xing-Show (chinesisch 金星秀, Pinyin jīnxīng xiù) auf Dragon TV (chinesisch 东方卫视, Pinyin Dōngfāng Wèishì). 2016 moderierte sie zudem die erste Staffel der chinesischen Datingshow Zhong Guo Shi Xiang Qin (chinesisch 中国式相亲). Jin Xing nahm im selben Jahr zusammen mit ihrem Ehemann an der Reality-TV-Show The Amazing Race China 3 (chinesisch 极速前进第三季) teil. Im Film Birth of the Dragon, ebenfalls aus dem Jahre 2016, spielte sie die Rolle der Auntie Blossom. 2017 spielte sie in einer Folge der Fernsehserie Lin Hai Xue Yuan (chinesisch 林海雪原), 2018 folgte das Musical You Make My Life Beautiful (chinesisch 你美丽了我的人生), in welchem sie die Rolle der Mrs. Jin übernahm. Zwischen 2018 und 2021 tauchte Jin Xing in 5 Folgen der Fernsehshow Roast (chinesisch 吐槽大会), einer chinesischen Version von Comedy Central Roast auf.
2021 wurde Jin Xing als neues Gesicht der Luxusmarke Dior vorgestellt.
Im September 2024 hatte sie einen Auftritt in der Dokumentation M on the Bund (chinesisch 米氏西餐厅) von Luo Tong, welche die dreißigjährige Geschichte des gleichnamigen Restaurants in Shanghai portraitiert.

## Kontroversen
Jin Xing gerät immer wieder in Konflikt mit den chinesischen Behörden aufgrund ihrer offenen Haltung zu Trans- und LGBTQ+-Rechten. Im Oktober 2024 untersagte das Guangzhou Municipal Culture, Radio, Television and Tourism Bureau die Aufführung ihrer langjährig tourenden Theaterproduktion Sunrise (2021). Beobachter vermuten, dass ein Vorfall während einer Vorstellung in Taiyuan am 13. Januar desselben Jahres Anlass für das Verbot war. Bei dieser Aufführung hielt ein Fan während des Schlussapplauses eine Regenbogenflagge mit der Aufschrift „Liebe ist unabhängig vom Geschlecht“ in die Höhe. Jin Xing nahm die Flagge entgegen und sagte: „Junger Mann, ich stimme Ihnen zu. Liebe ist Liebe, unabhängig vom Geschlecht.“ Andere Quellen spekulierten, dass die Absage eine Reaktion auf einen Weibo-Post von Jin Xing sei, in dem sie eine offizielle Erklärung für die Absage ihrer Tourdaten forderte. Ohne eine Angabe von Gründen folgten weitere Absagen von Veranstaltern in Foshan, Suzhou und Shanghai.

## Werke
- Half Dream, 1991
- Sun Flower, 1996
- Red and Black, 1998
- The Last Red Butterfly, 1999
- Carmina Burana, 2000
- The Eternal Present Tense, 2001
- Cross Border, 2002
- Person to Person, zusammen mit Tanzcompagnie Rubato 2002
- Shanghai Tango, 2003
- Eidos / Tao, zusammen mit Tanzcompagnie Rubato 2005
- Shanghai Beauty, zusammen mit Tanzcompagnie Rubato 2005
- The Closest – The Furthest, 2006
- The China Project, zusammen mit Chris Haring 2009
- Space 9, 2012
- Different Loneliness, 2012
- Trinity (Triple Bill), zusammen mit Arthur Kuggeleyn und Emanuel Gat, 2016
- Random Goodbyes, zusammen mit Moya Michael und David Hernandez, 2023